# サミュエル・グリスウォルド・グッドリッチ

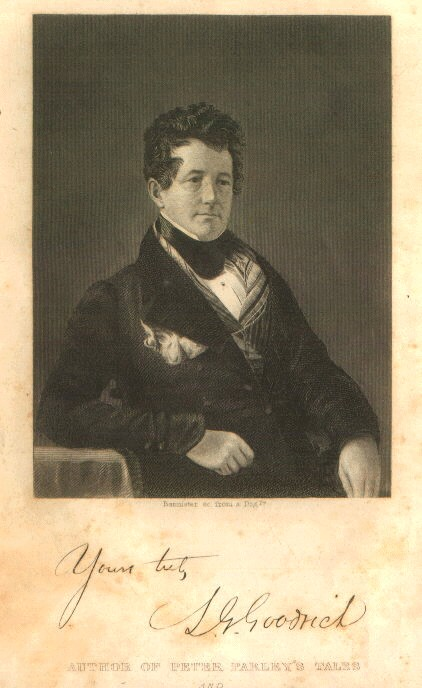
サミュエル・グリスウォルド・グッドリッチ

サミュエル・グリスウォルド・グッドリッチ（英: Samuel Griswold Goodrich、1793年8月19日 - 1860年5月9日）はアメリカ合衆国の作家・編集者。児童文学をメインとする。ペンネームはピーター・パーレー（英: Peter Parley）。

## 略歴
コネチカット州のリッジフィールドという街で生まれる。幼い頃に『赤ずきん』を読みショックを受ける。その後それが創作された者だと知り作家を目指すようになった。1872年に発表した『ピーター・パーレーのアメリカ物語』は欧米各国で大評判となり、ノンフィクション児童文学を確立させた。
しかし1830年代のイギリスでは子供の想像力を取り除き、現実的な知識を伸ばすというパーレー主義に犯されており社会問題にもなっていた。
やがて1840年代に入るとヘンリー・コールなどによって再び空想力を高める児童文学に戻るようになった。
死去する前年の1859年に完成した『万国史』（原題：Universal History）は全世界で読まれ、日本でも1880年代頃には全国の小学校の英語の授業で原書を読んでいたとされる。この著作についてはまだ無名だった頃のナサニエル・ホーソーンに依頼し執筆させたものであることが分かっている。ホーソーンは二歳上の姉とともに「万国史」を執筆し、これが1837年に二冊本として出版されている。史学書としては通俗的かつ初歩的な内容であるがその洗練された表現は特筆されるものであり、日本では語学用教材として非常に親しまれた。
このほか1873年に出版された、"A pictorial Natural History"は明治8年、須川賢久訳、田中芳男校閲で『具氏博物学』として翻訳され、明治10年代の小学生の博物教科書として使われた。